# Tamarix boveana
Tamarix boveana, el taray o atarfe  es un pequeño árbol de la familia de las tamaricáceas.

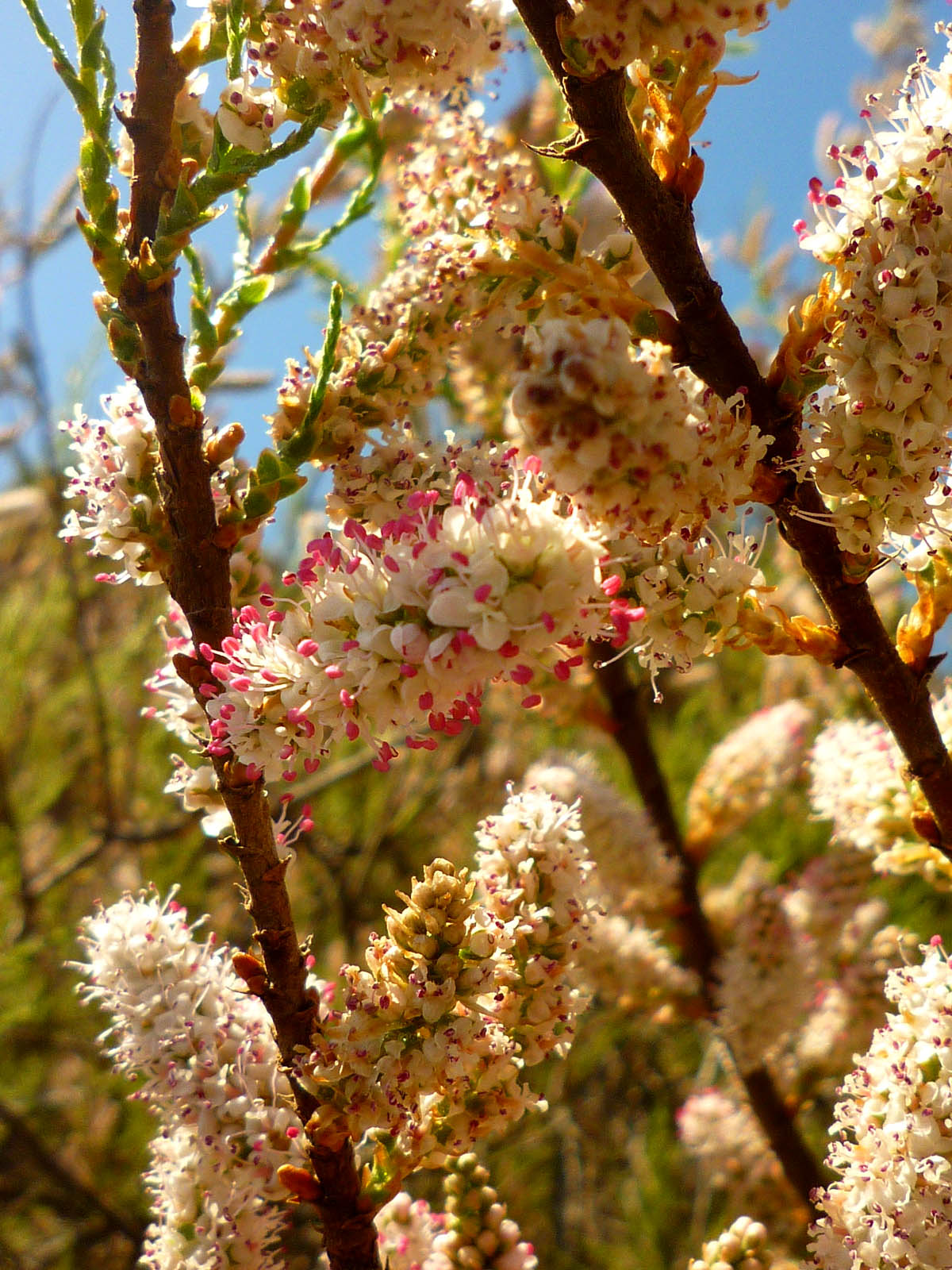
Inflorescencias

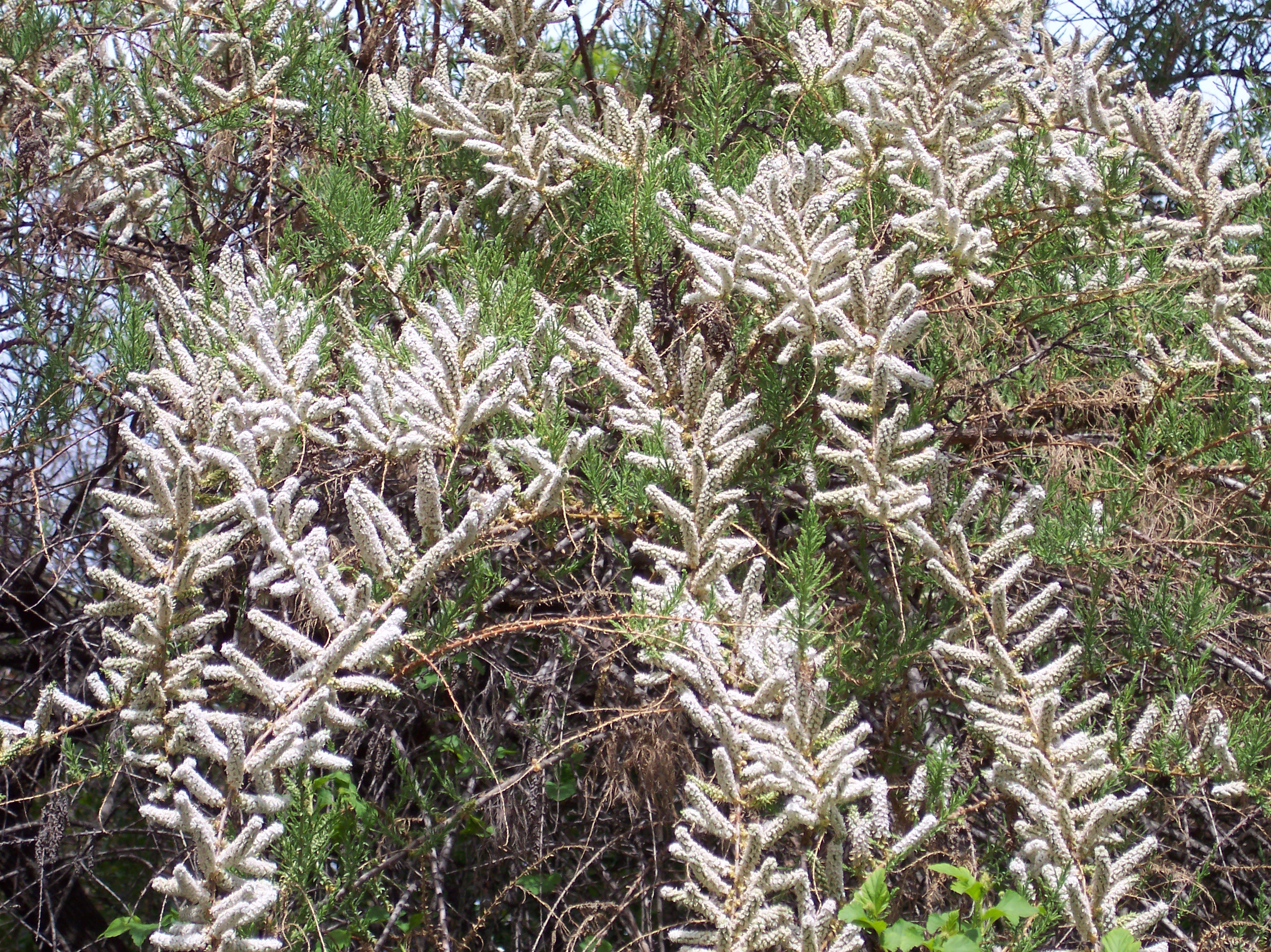
En su hábitat

## Descripción
Árbol perennifolio de pequeño tamaño, monoico, de hasta 8 (10) m de altura, o más frecuentemente arbusto erecto, poco denso, de porte irregular. Tronco más o menos erguido, con corteza pardo-grisácea y muy agrietada en los ejemplares más viejos. Ramas con corteza poco agrietada, más oscuras. Ramillas parduzcas o pardo-rojizas, las más jóvenes verdosas. Hojas alternas (2-5 mm), escuamiformes, de triangular-lanceoladas a lineares, con punta aguda sésiles, semiabrazadoras, poco aplicadas, más libres que en las otras especies del género, sin estípulas. Limbo foliar con glándulas secretoras de sal bien visibles, especialmente en aquellos hábitats más salobres. Racimos grandes, largamente pedunculados, poco densos, que nacen generalmente sobre las ramillas de años anteriores. Flores tetrámeras, con 4 pétalos, de estrechamente obovados a unguiculados, blancos o rosas. 4 sépalos, 4 estambres y 3 estilos. Raramente pueden aparecer flores pentámeras. Disco estaminal parasínlofo, con el ápice de los lóbulos del disco nectarífero ligeramente más ancho que la base de los estambres. Fruto en cápsula ovoide de 6-8 mm de larga, dehiscente en 3 valvas que al abrirse liberan numerosas semillas con un largo y denso penacho de pelos unicelulares blancos. Florece en invierno y primavera. Fructifica en primavera.

## Hábitat
Terrenos húmedos, especialmente en lechos y márgenes de ríos, lagunas sebkhas y otros humedales. Tolera bien la salinidad.

## Distribución
España oriental y norte de África, donde vive principalmente en las regiones mediterráneas más secas y en el Sahara septentrional.

## Taxonomía
Tamarix boveana fue descrita por Alexander von Bunge y publicado en Tentamen Generis Tamaricum Species Accuratius Definiendi 24. 1852.
Etimología
Tamarix: nombre genérico que deriva del latín y que puede referirse al Río Tamaris en la Hispania Tarraconensis (España).
boveana: epíteto